# 富士警察署
富士警察署（ふじけいさつしょ）は、静岡県富士市にある静岡県警察管轄の警察署。

## 所在地
- 静岡県富士市八代町3-55

### 交通アクセス
- JR東海道本線吉原駅下車　徒歩25分
- 岳南電車岳南線ジヤトコ前駅下車　徒歩3分

## 管轄区域
- 富士市

## 沿革
- 1875年（明治8年）10月20日 - 第二大区(富士郡)邏卒屯所を吉原宿に開設する。
- 1876年（明治9年）
  - 9月20日 - 静岡警察出張所第二大区巡査屯所に改称。
  - 12月28日 - 沼津警察出張所の開設により、管轄が移管され、その日に、警察第二出張所第二大区屯所に改称。
- 1877年（明治10年）2月8日 - 沼津警察署吉原分署に改称。
- 1880年（明治13年）12月4日 - 吉原警察署に昇格。
- 1884年（明治17年）7月1日 - 吉原警察署を沼津警察署吉原分署に降格。
- 1886年（明治19年）10月16日 - 吉原警察署に再昇格。
- 1896年（明治29年）10月18日 - 吉原警察署新築。
- 1948年（昭和23年）
  - 3月7日 - 旧警察法の施行により、自治体警察が吉原町、富士町、鷹岡町、元吉原村に開設。3町1村以外は国家地方警察静岡県富士地区警察署の管轄になる。
  - 4月1日 - 吉原町が市制施行し、吉原町警察は吉原市警察に改称。
- 1951年（昭和26年）9月30日 - 鷹岡町、富士町、元吉原村で9月中に行われた自治体警察廃止を求める住民投票の結果、賛成多数を占めたため廃止。翌日国家地方警察富士地区警察に編入。
- 1954年（昭和29年）
  - 7月1日 - 現警察法の施行により静岡県警察発足。静岡県吉原警察署・旧静岡県富士警察署を新設。管轄区域は下記の通り。
吉原警察署 - 吉原市、富士郡須津村・原田村・吉永村・大淵村・元吉原村
富士警察署 - 旧富士市、富士郡鷹岡町
- 1964年（昭和39年）5月25日 - 吉原警察署は吉原市伝法字広島3540番地に新築完成。
- 1966年（昭和41年）11月1日 - 吉原市・旧富士市・鷹岡町が新設合併し、新富士市発足。
- 1968年（昭和43年）4月1日 - 前述の合併を受け、吉原警察署・旧富士警察署を統合し、静岡県富士警察署を旧吉原警察署に新設。
- 1985年（昭和60年）12月16日 - 現在地へ新築移転。跡地に富士市勤労者総合福祉センター「ラ・ホール富士」が建設された。
- 2008年（平成20年）4月1日 - 11月1日に富士市に編入される富士川町が、編入前に蒲原警察署（廃止）から富士警察署の管轄に変更された。
- 2022年（令和4年）3月31日 - 神戸警察官駐在所を廃止[1]。

## 組織
- 警務課
- 会計課
- 生活安全課
- 地域課
- 刑事第一課
- 刑事第二課
- 交通課
- 警備課

## 交番
- 吉原駅前交番
- 御幸町交番
- 宇東川交番
- 伝法交番
- 西富士交番
- 富士駅前交番
- 新富士駅前交番
- 富士駅南交番
- 鷹岡交番
- 須津交番
- 中野町交番
- 富士川交番
- 広見町交番

## 警察官駐在所
- 柏原警察官駐在所
- 比奈警察官駐在所
- 東警察官駐在所
- 松野警察官駐在所